# Condé-sur-Huisne
Condé-sur-Huisne là một xã thuộc tỉnh Orne vùng Normandie tây bắc nước nước Pháp. Xã này nằm ở khu vực có độ cao trung bình 107 mét trên mực nước biển.